# Jorge Molder
Jorge Molder CvIH (Lisboa, 1947), é um fotógrafo português.

## Carreira
Molder nasceu em 1947 em Lisboa, filho de um judeu originário da Hungria que veio para Portugal em 1933, cujo nome original era Molnar (moleiro), falecido quando Jorge era criança. Molder cresceu na zona do Marquês de Pombal, em Lisboa e é casado com Maria Filomena Molder, com que tem duas filhas, Catarina e Adriana.
Jorge Molder tem formação académica em Filosofia pela Faculdade de Letras da Universidade de Lisboa. Trabalhou como psicólogo militar no tempo da Guerra Colonial.
Fez parte dos quadros da Fundação Calouste Gulbenkian como assessor, desde 1990.
A 10 de Junho de 1992 foi feito Cavaleiro da Ordem do Infante D. Henrique.
Desde 1994 foi director do Centro de Arte Moderna José de Azeredo Perdigão (CAMJAP) da Fundação Calouste Gulbenkian.
Possui um relevante percurso nacional e internacional como fotógrafo. Foi artista convidado na Bienal de São Paulo de 1994 e representou Portugal na Bienal de Veneza de 1999.
Em 2007 ganhou o prémio AICA (Associação Internacional de Críticos de Arte). Em 2010 venceu o Grande Prémio EDP/Arte.

## Obra
- Uma Exposição. (Conjunto de poemas e fotografias) obra em parceria com João Miguel Fernandes Jorge e Joaquim Manuel Magalhães